# Natasha Petrovic
Nataša Petrović (Macedonio: Наташа Петровиќ; Serbio: Наташа Петровић; Štip, Macedonia del Norte, 31 de agosto de 1988), conocida como Natasha Petrovic, es una actriz macedonia de origen serbio. Hizo su debut profesional en la película Shadows de Milčo Mančevski y alcanzó el éxito con la película de 2010, As If I Am Not There de Juanita Wilson, que fue nominada en la categoría de Mejor película de habla no inglesa en la 84 edición de los Premios Oscar.

## Biografía
Petrovic hizo su debut profesional interpretando un pequeño papel en la película macedonia de 2007, Shadows, dirigida por Milčo Mančevski. En 2009, protagonizó la película irlandesa, As If I Am Not There, dirigida por Juanita Wilson, que fue estrenada en 2010. Aunque la mayor parte de la película fue rodada en servocroata, la cinta fue seleccionada para representar a Irlanda en la categoría de Mejor película de habla no inglesa en la 84 edición de los Premios Oscar. As If I Am Not There fue recibida con gran éxito de crítica, mientras que la interpretación de Petrovic fue premiada en el Festival Internacional de Cine de Seattle, así como nominada en los Irish Film and Television Awards y en el Festival Internacional de Cine de Milán.
Petrovic fue una de las actrices europeas seleccionadas como Shooting Stars durante la 61 edición de la Berlinale, junto a Andrea Riseborough, Clara Lago o Domhnall Gleeson. La revista norteamericana Variety también la destacó como una de las promesas del cine actual. En 2011, Petrovic hizo su debut en el teatro interpretando a Célimène en El Misántropo de Molière. El mismo año interpretó a Elikia en The Sound of Cracking Bones de Suzanne Lebeau.
Petrovic habla con fluidez Macedonio, Serbio, Inglés, Bosno, Alemán, Búlgaro, Italiano y español. Estudió arte dramático en St. Cyril and Methodius University desde 2007 y se graduó en 2011. Petrovic ha sido comparada por su belleza y talento con Ingrid Bergman.

## Filmografía
- 2007: Shadows
- 2010: As If I Am Not There
- 2013: The Piano Room
- 2013: In Absentia
- 2014: To the Hilt
- 2015: Elixir
- 2015 Lazar
- 2015: Ckopa
- 2015: The Witness

## Teatro
- 2011: El misántropo
- 2011: The Sound of Cracking Bones